# 岡崎 (京都市)
岡崎（おかざき）は、京都府京都市左京区の南部に存在する地域（広域地名）である。ここではおおよそ、左京区内の「岡崎」を町名に冠する地区の総称として用いる。

## 概要
左京区の南部に位置し、北は吉田・浄土寺、東は鹿ヶ谷・南禅寺、南は粟田口、西は聖護院・二条川東と接する。
この地は、平安時代に法勝寺等、六勝寺と総称される6か寺の大寺が建立された故地である。その名は、現在でも各寺の故地に町名となって残されている。
1895年（明治28年）、岡崎地域で平安遷都千百年紀念祭と第四回内国勧業博覧会が実施された。この会場はその後、平安神宮の境内として整備が進められていく。1900年（明治33年）、皇太子嘉仁親王（後の大正天皇）のご成婚に合わせて募られた寄付をもとに、整備が進められていた平安神宮の境内に動物園の開設が決定された。工事は1901年（明治34年）に開始され、1903年（明治36年）4月1日、東宮御慶事記念動物園が開園する。動物園開設後の1903年5月22日、市会で第四回内国勧業博覧会場跡の市有地が岡崎公園と称されることが決定された。この決定を受け、翌1904年7月8日、同所が公園地に指定され、岡崎公園が開設された。その後公園には、1909年には京都府立図書館が建設された。さらに、1928年の大礼記念京都大博覧会の翌年には、大鳥居が新設され、1933年には京都市美術館が開館した。

### 内国勧業博覧会
壮麗を極めた往時の六勝寺の伽藍も、その後の戦乱で灰燼に帰してしまい、幕末維新の頃には、岡崎には人家も疎らで、空き地が広がっていた。明治時代、東側に隣接する蹴上の地域に、琵琶湖疏水が引かれ、日本初の水力発電所が建設され、インクラインを利用した水運も発達すると、岡崎の地を琵琶湖疏水の本流が西流するようになった。1892年には、京都市の有力者が、平安遷都千百年紀念祭とあわせて、内国勧業博覧会の誘致運動を進め、会場として聖護院・岡崎周辺を想定した。

## 地域内の町名
以下、冠称の「岡崎」は略した（50音順）。
入江町（いりえちょう）・円勝寺町（えんしょうじちょう）・北御所町（きたごしょちょう）・最勝寺町（さいしょうじちょう）・真如堂前町（しんにょどうまえちょう）・成勝寺町（せいしょうじちょう）・天王町（てんのうちょう）・徳成町（とくせいちょう）・西天王町（にしてんのうちょう）・西福ノ川町（にしふくのかわちょう）・東天王町（ひがしてんのうちょう）・東福ノ川町（ひがしふくのかわちょう）・法勝寺町（ほうしょうじちょう）・南御所町（みなみごしょちょう）

## 諸機関・施設

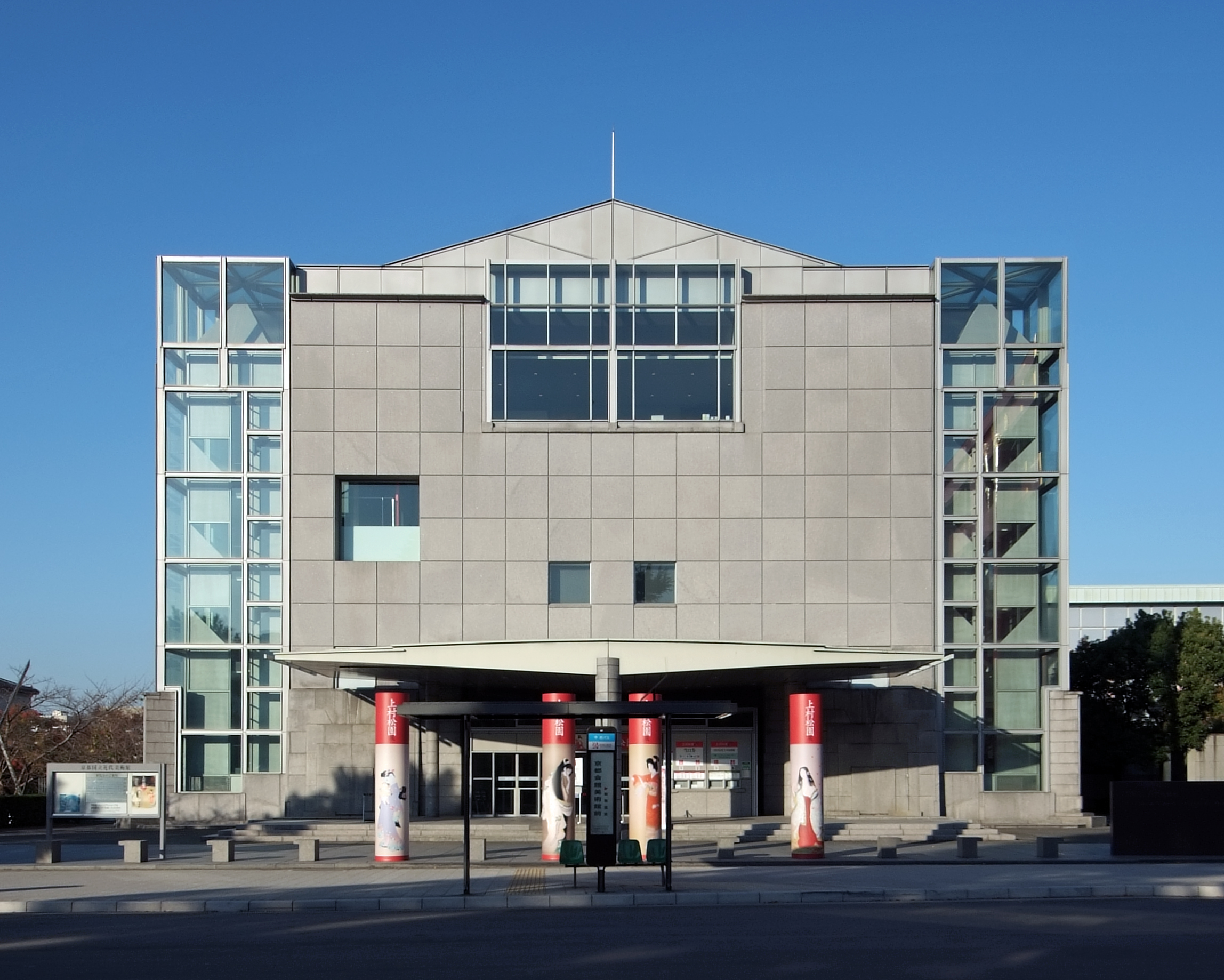
京都国立近代美術館

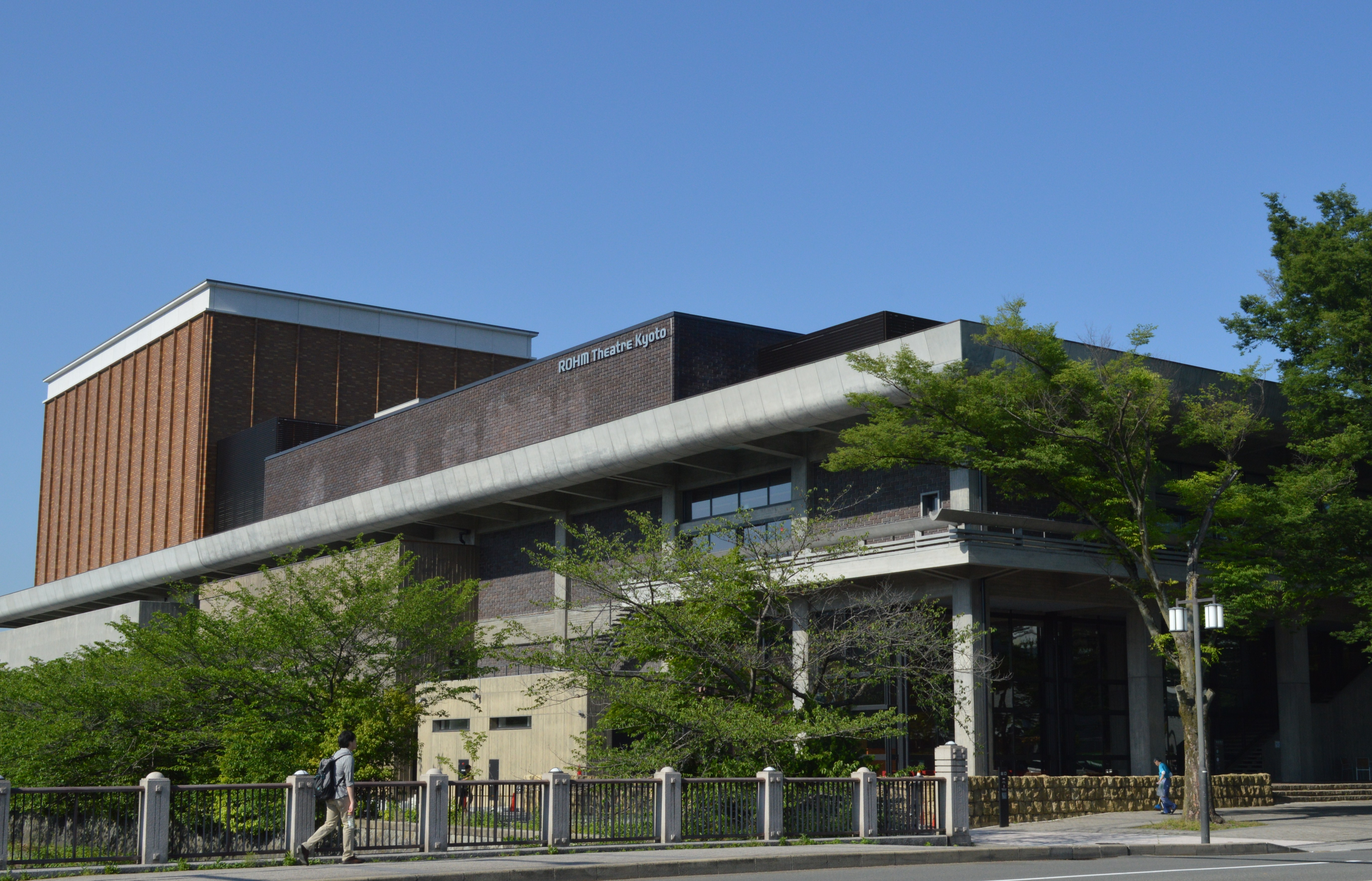
ロームシアター京都

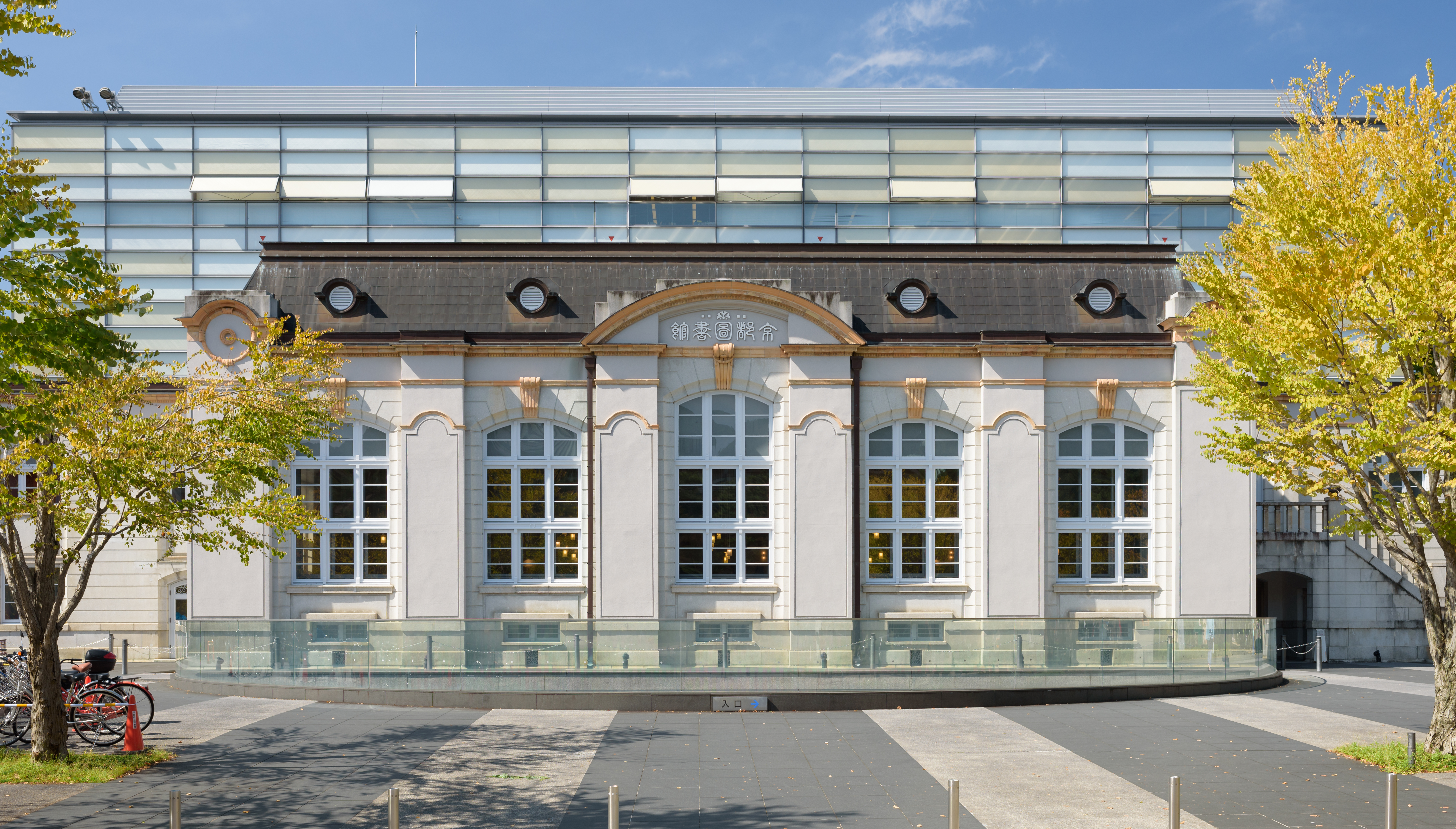
京都府立図書館

### 公共機関
- 川端警察署

### 教育機関
- 京都市立岡崎中学校
- 京都市立錦林小学校
- 京都文教中学校・高等学校
- 京都文教短期大学付属小学校
- 京都市立白河総合支援学校

### 宗教施設
神社
- 平安神宮
- 岡崎神社

寺院
- 岡崎別院
- 善正寺

### 文化施設
- 岡崎公園
  - 京都市美術館
  - 京都国立近代美術館
  - ロームシアター京都（京都会館）
  - 京都市勧業館（みやこめっせ）
  - 岡崎グラウンド
  - 京都府立図書館
  - 京都市動物園
  - 関西美術院
  - 細見美術館
  - 藤井斉成会有鄰館

## 重要文化的景観
都市景観100選でもある岡崎地区における文化的景観の基軸は「水路と京都近代化の先駆け」で、琵琶湖疎水と白川を中心に、その流域の庭園や町並みと路地裏での蔬菜栽培（京の食文化継承）、岡崎神社や南禅寺等の寺社、そして文教施設としての岡崎公園などが、東山区の石泉院町と合わせ文化財保護法での重要文化的景観に選定されている。
一方で重要文化的景観選定前に改築が認可された旧京都会館（現ロームシアター京都）は、景観保護の拠り所となる京都市市街地景観整備条例が定めた高さ制限を例外的に除外されたことで、文化的景観の意義を揺るがしかねない事態を招いてもいる。

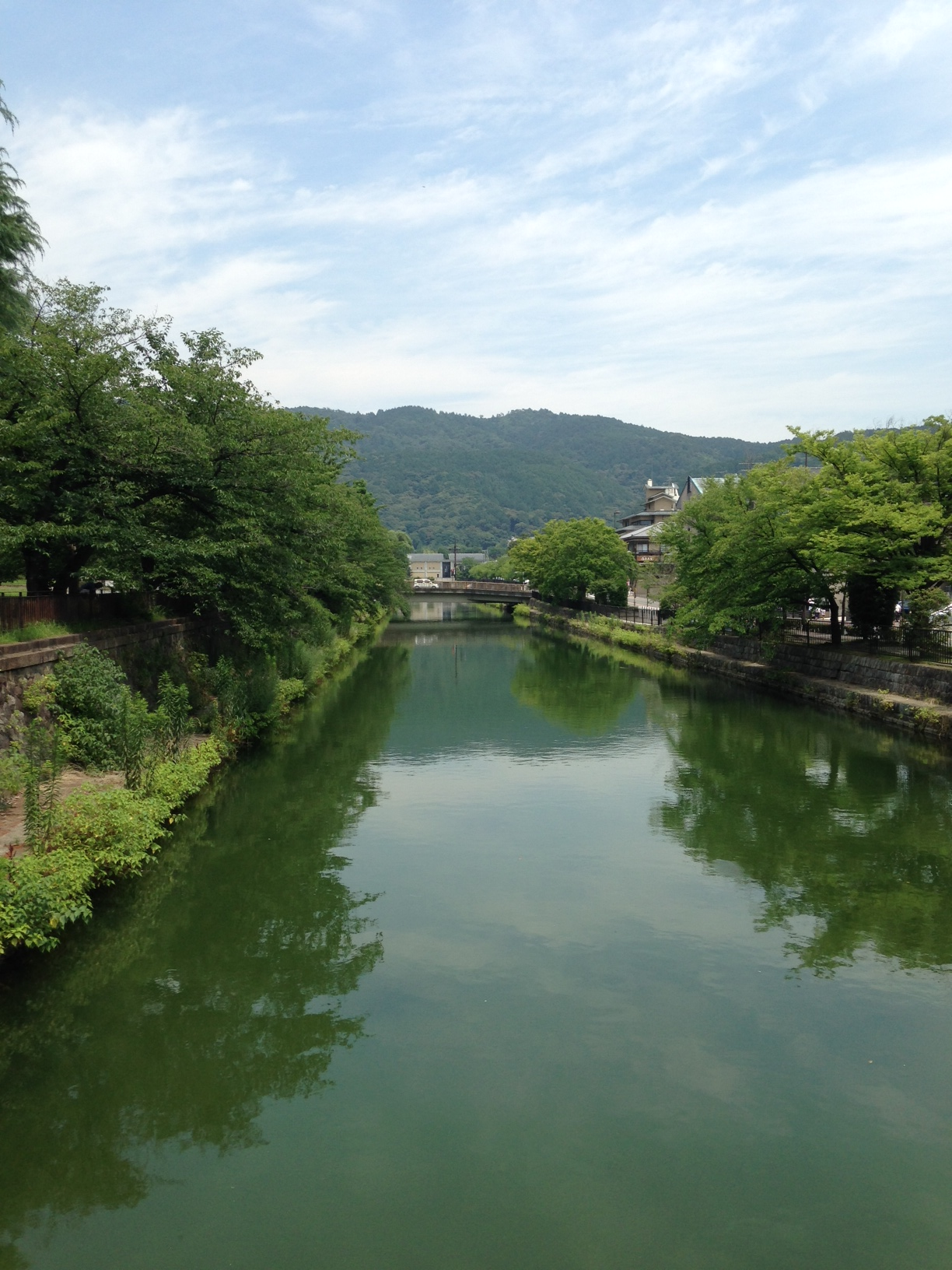
岡崎公園前を流れる琵琶湖疎水
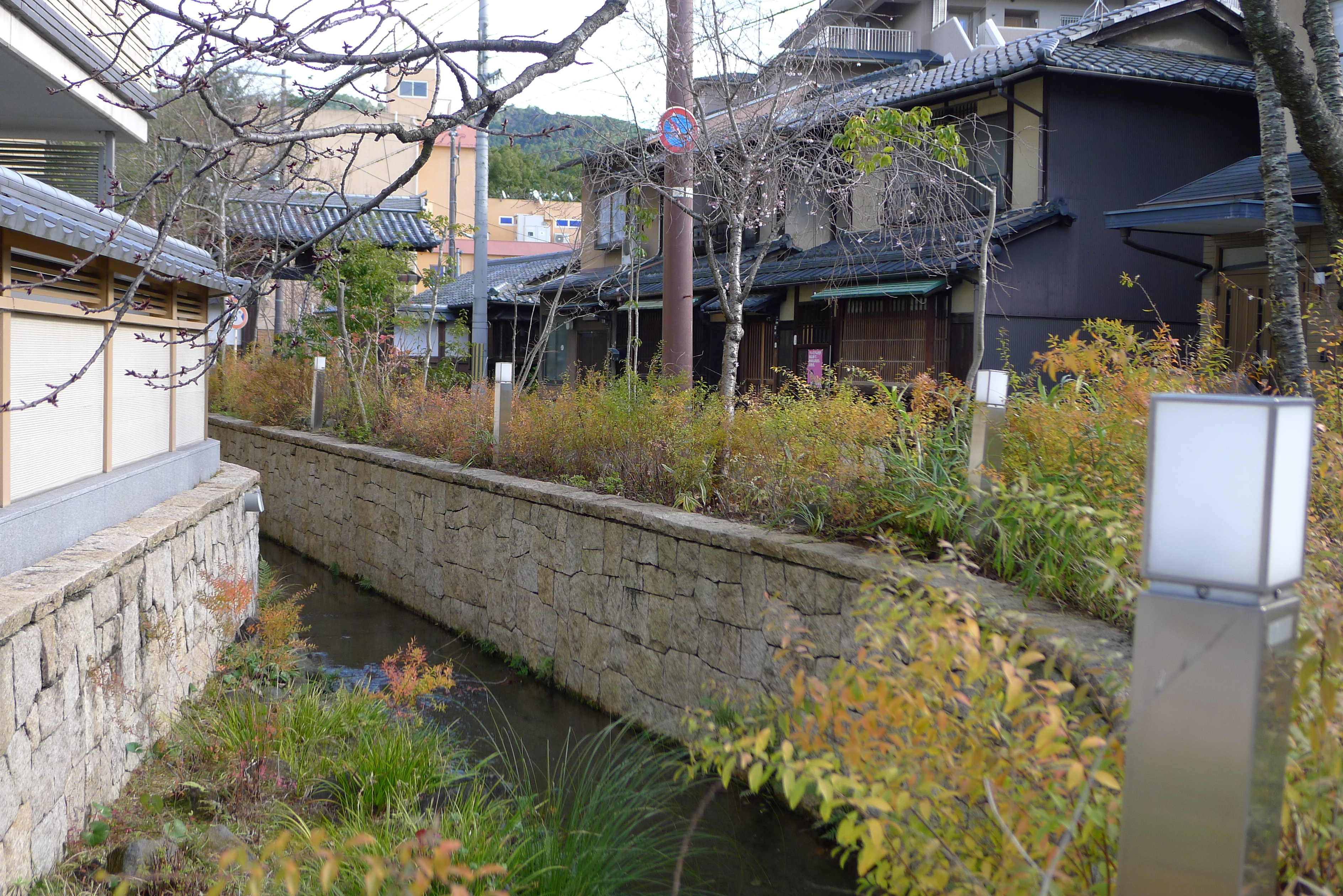
無鄰菴近くを流れる水路
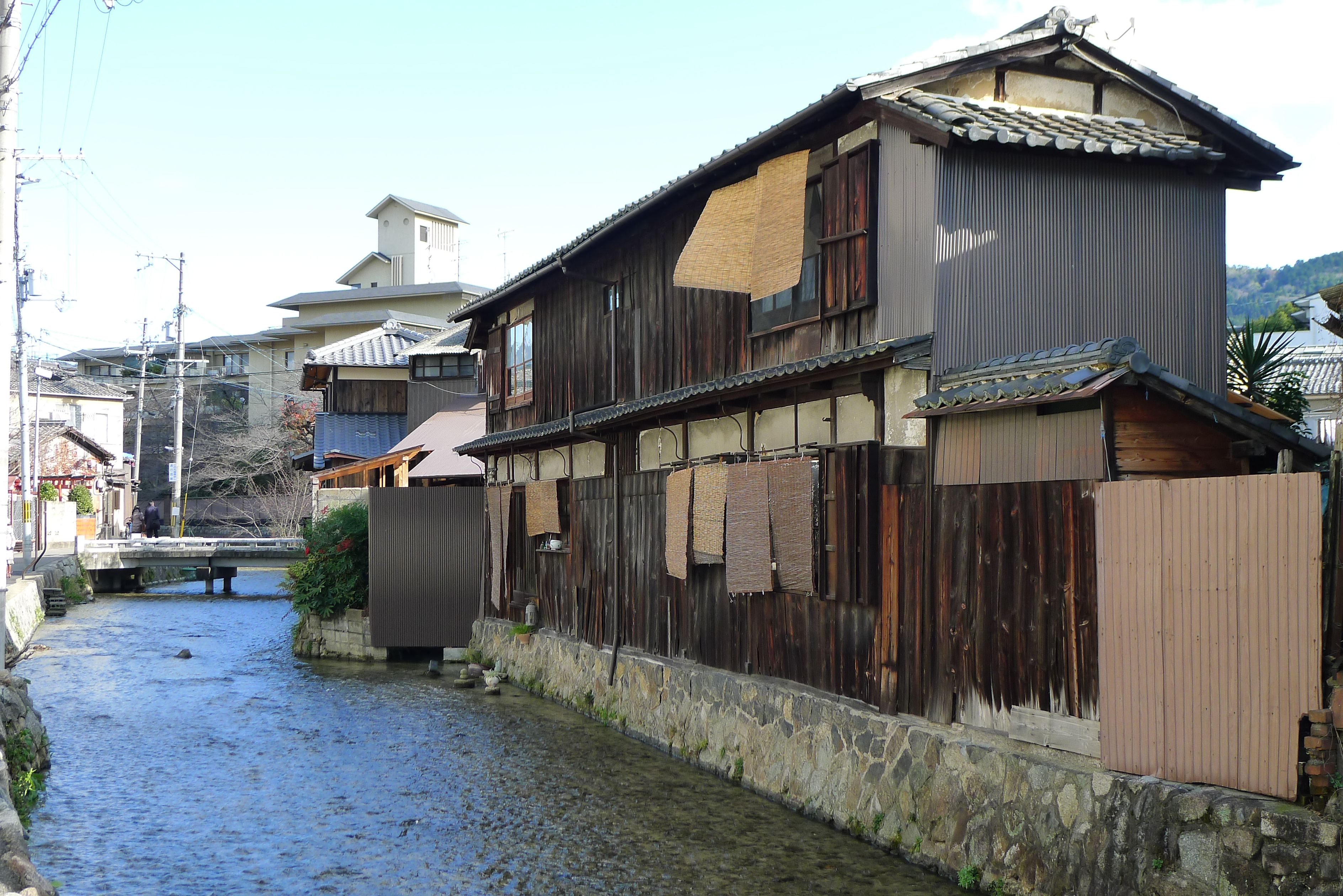
白川・水車の小径（東山区石泉院町）
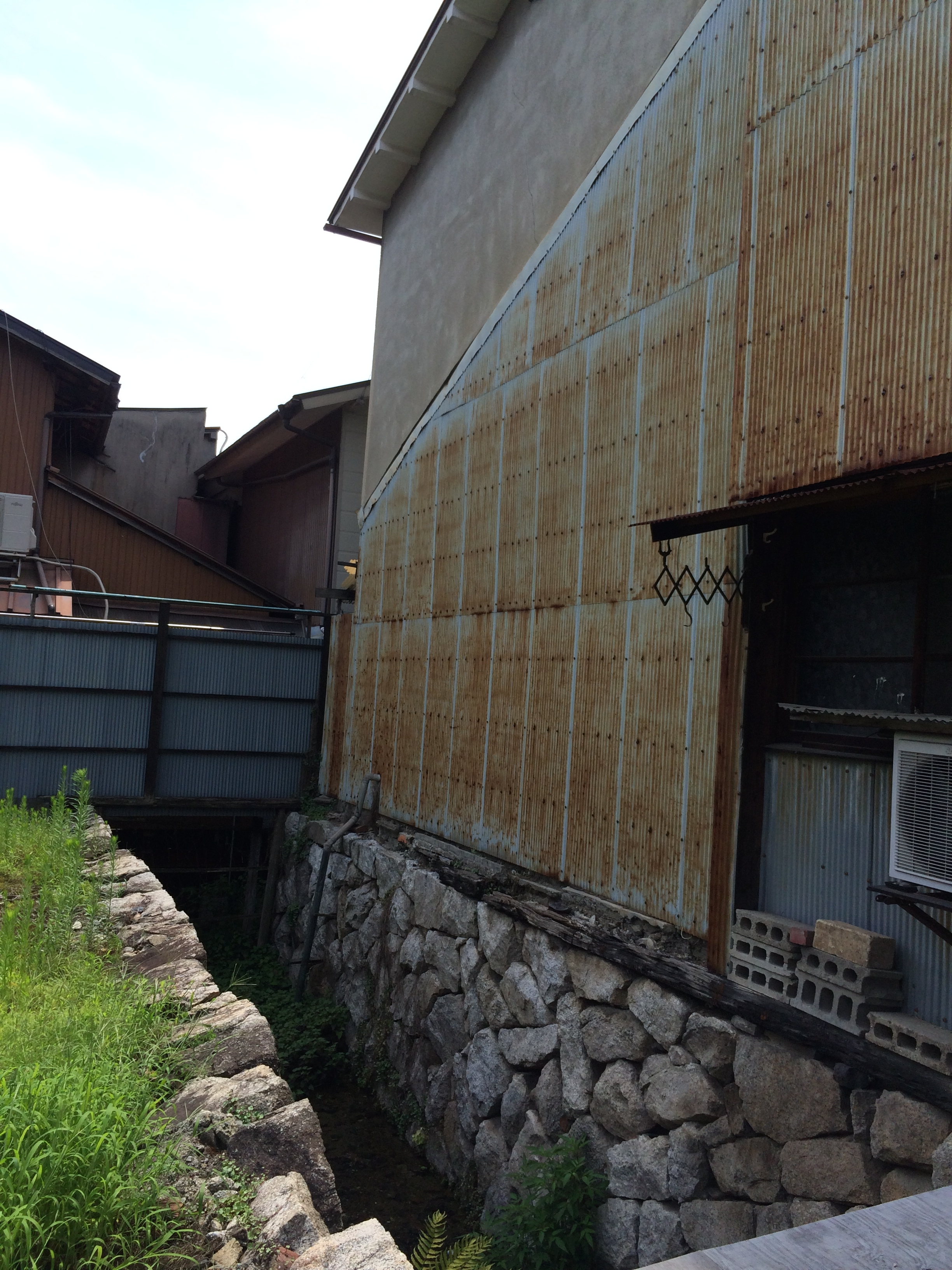
白川水車水路跡
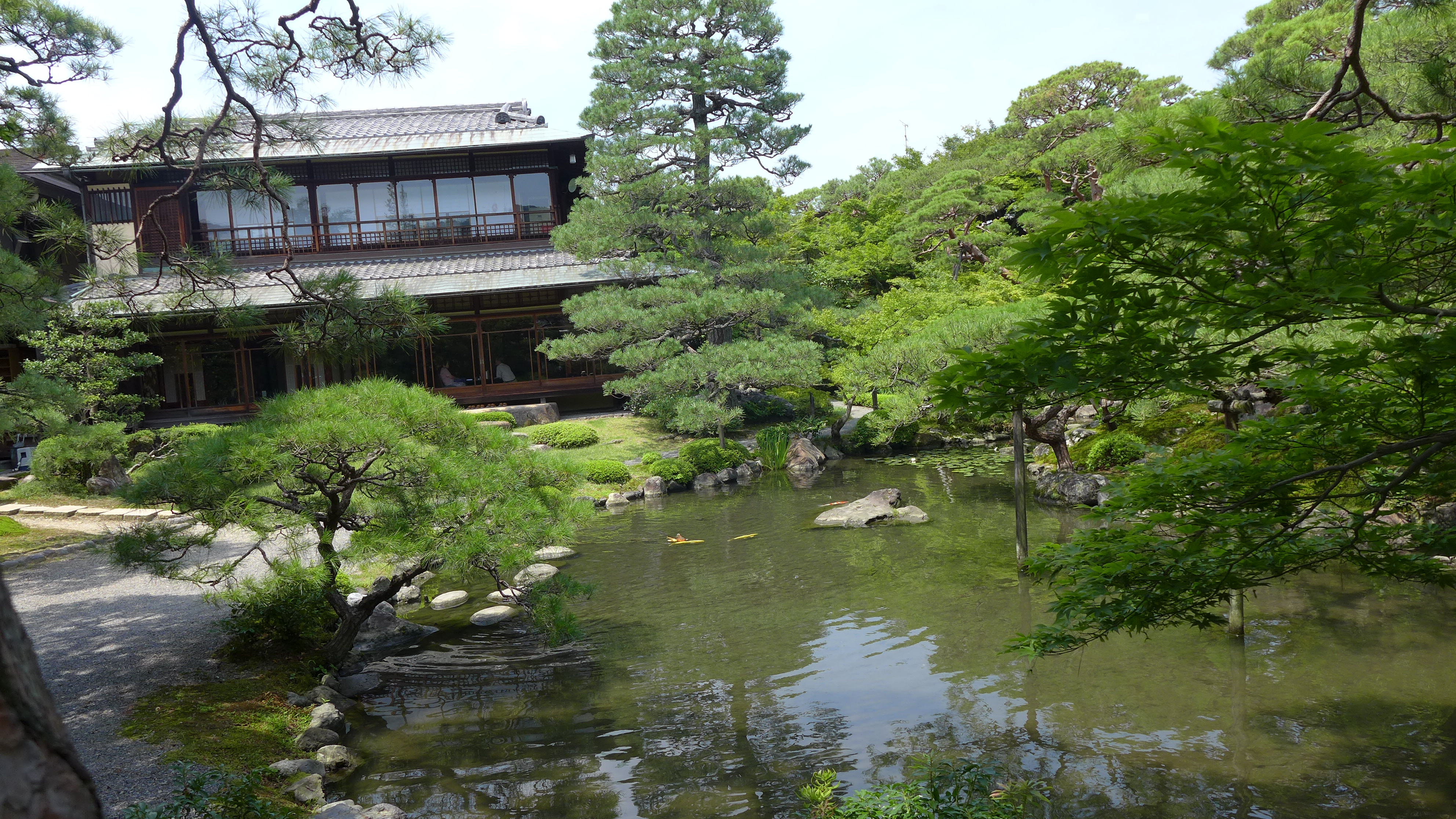
白河院庭園
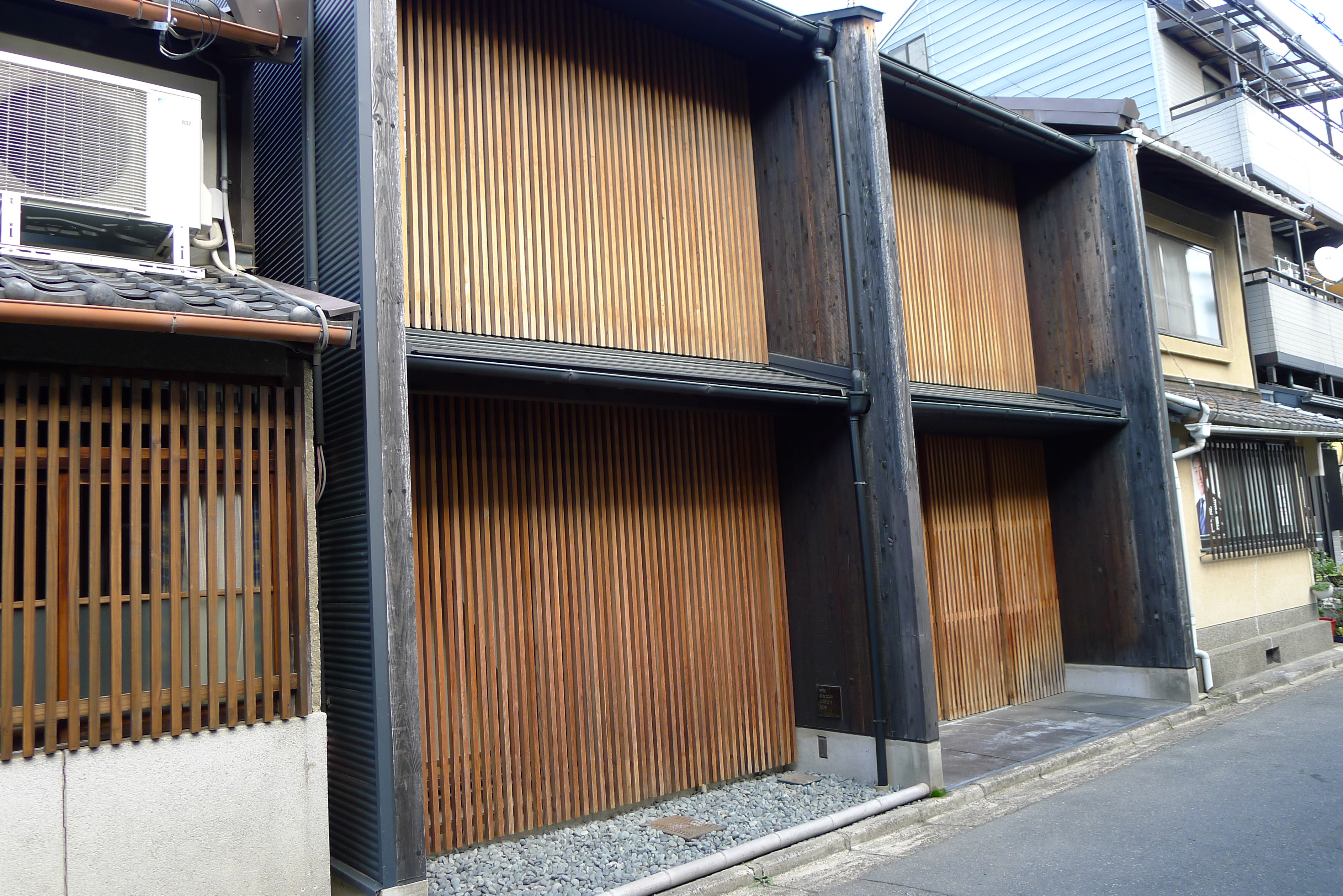
重文景内では新居も景観に合わせる
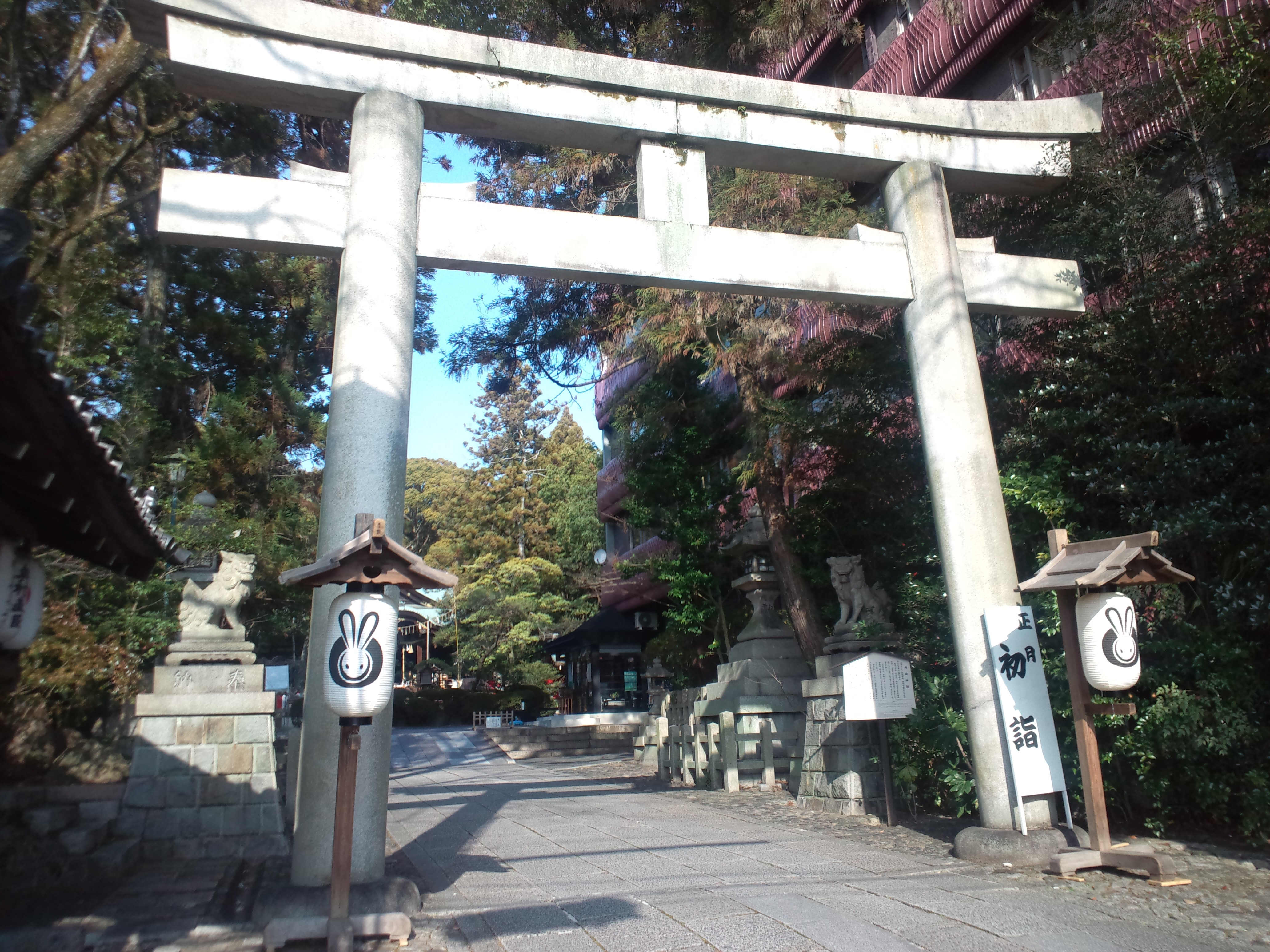
岡崎神社
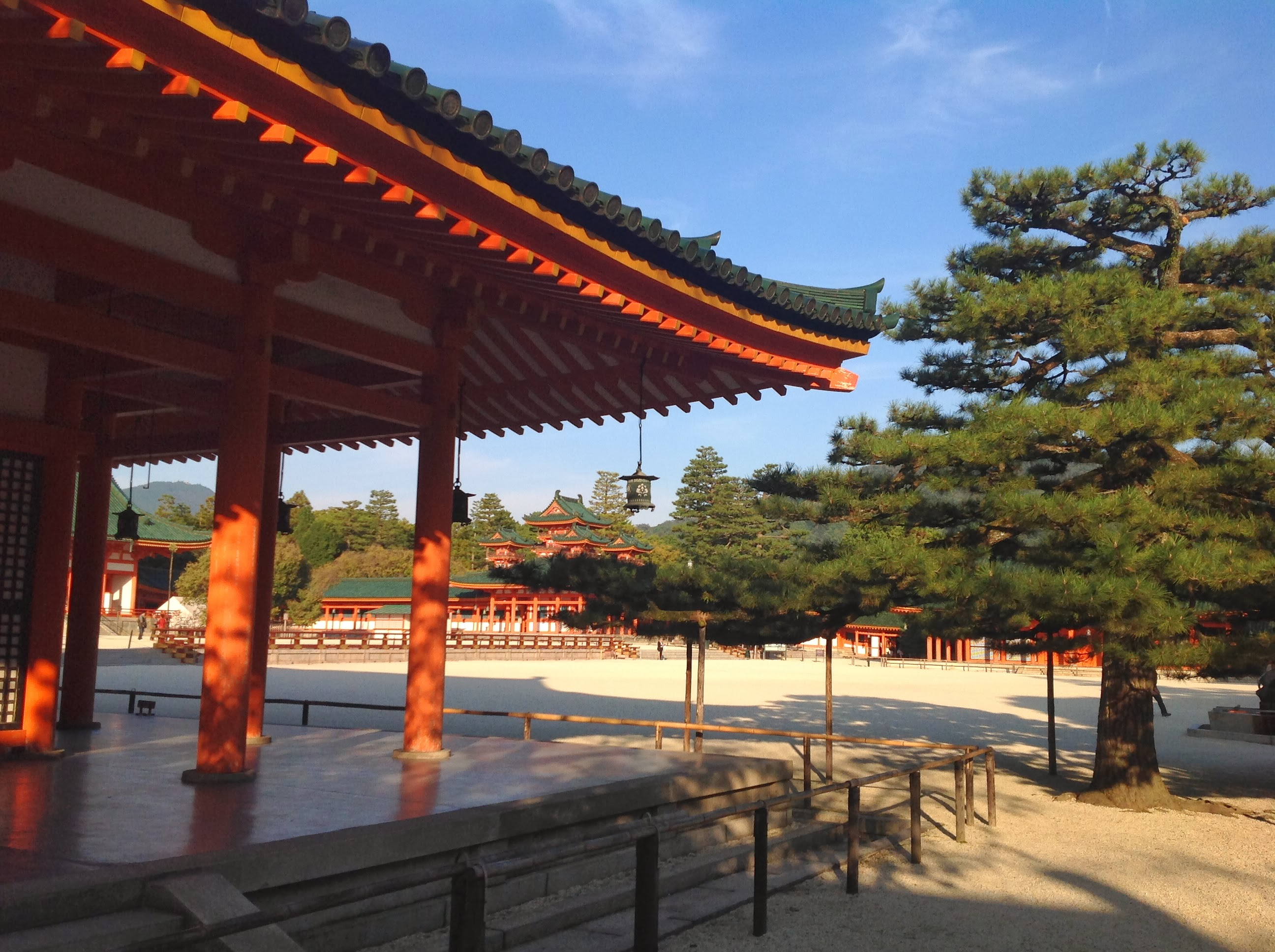
平安神宮
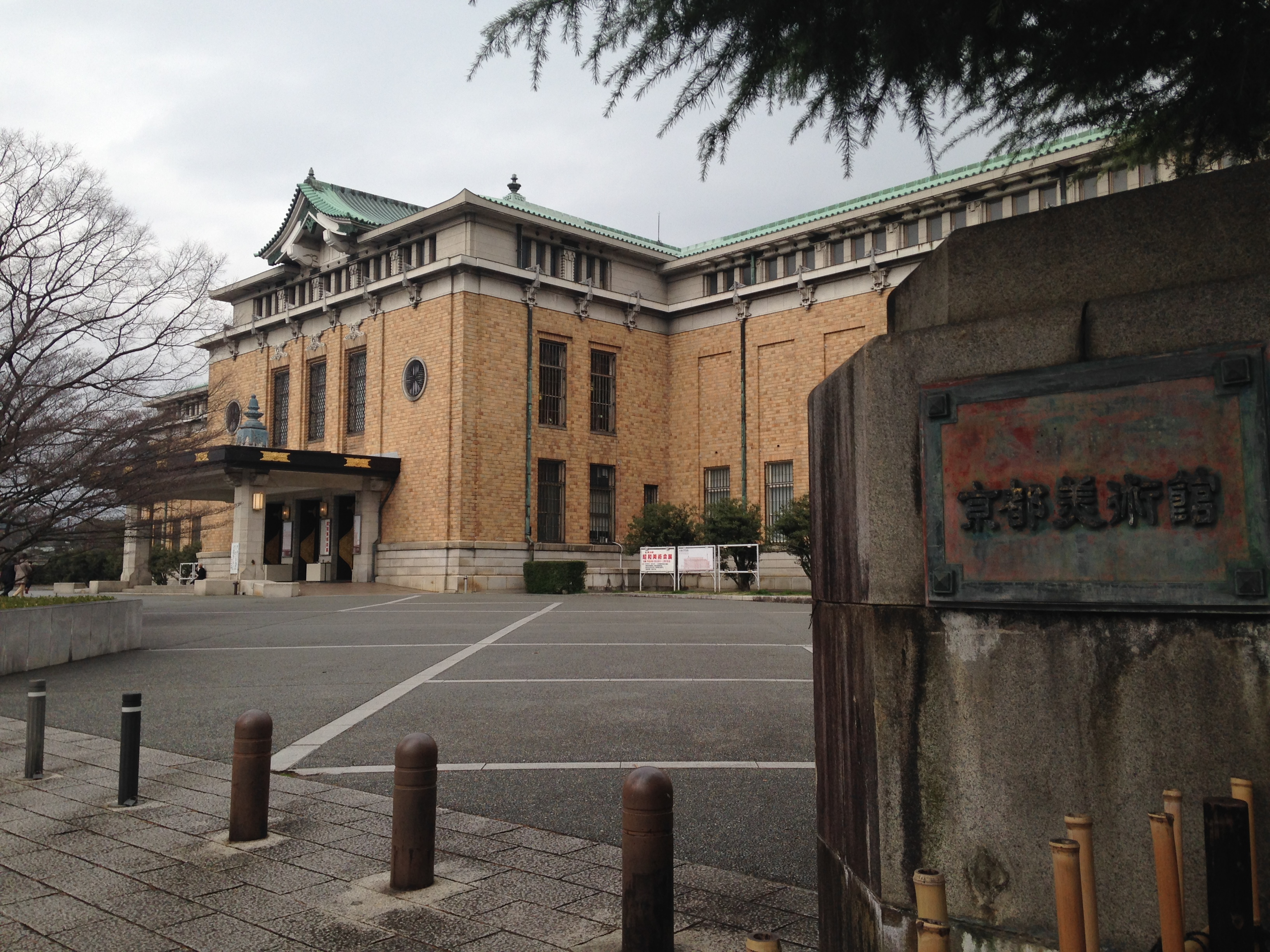
京都市美術館
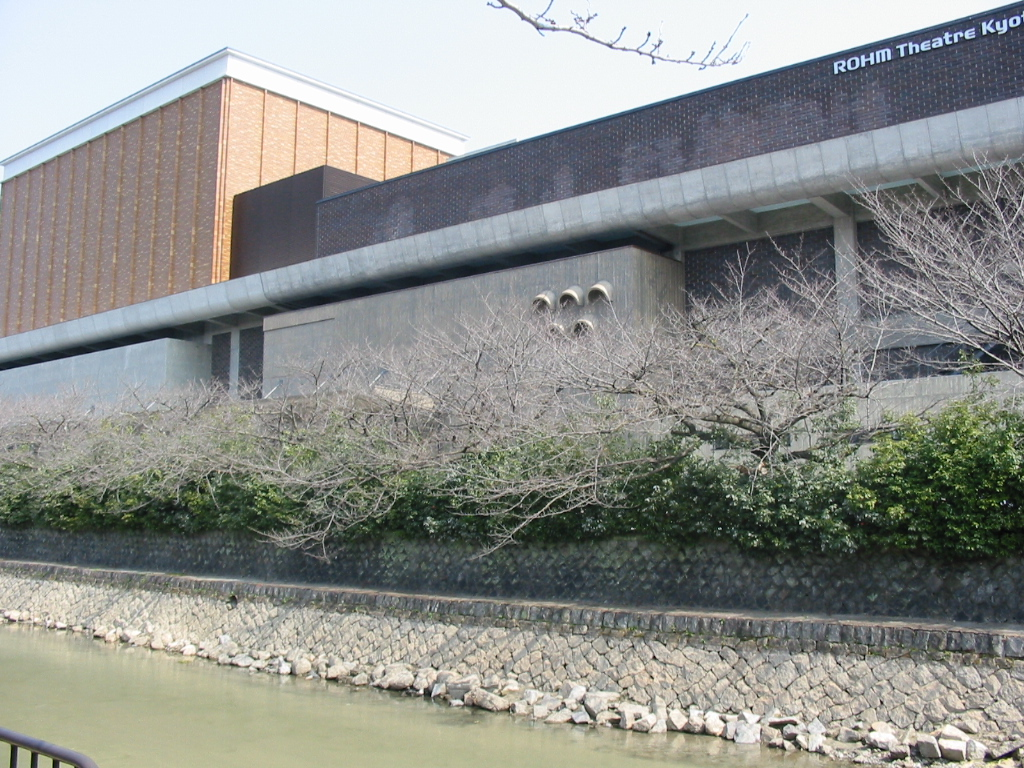
疎水越しのロームシアター京都